# Howard Temin
Howard Martin Temin,  ameriški genetik in virolog, * 10. december 1934, Filadelfija, Pensilvanija, Združene države Amerike, † 9. februar 1994, Madison, Wisconsin.
V 70. letih 20. stoletja je odkril reverzno transkriptazo na Univerzi Wisconsina–Madison. Za odkritje je leta 1975 skupaj z Renatom Dulbeccom in Davidom Baltimoreom prejel Nobelovo nagrado za fiziologijo ali medicino.